# フラワーカンパニーズライブ2013 (渋谷WWW & 日比谷野外大音楽堂)
『フラワーカンパニーズライブ2013 (渋谷WWW & 日比谷野外大音楽堂)』（- 2013しぶやWWW & ひびややがいだいおんがくどう）は2013年10月23日に発売されたフラワーカンパニーズの映像作品である。

## 概要
2013年1月23日に渋谷WWWで開催された「Premium Live”Beautiful Dreamer」と、同年4月21日に日比谷野外大音楽堂で開催されたワンマンツアー「ハッピーエンド」2012ー2013の追加公演を収録。1Blu-ray Discと2DVDの2形態で発売。

## 収録曲

### DVD DISC1 (2013.1.23 at 渋谷WWW)
1. 春の手前
2. あったかいコーヒー
3. 日々のあぶく
4. ビューティフルドリーマー
5. エンドロール
6. たましいによろしく
7. 落ち葉
8. 真赤な太陽
9. 感情七号線
10. 春色の道
11. 深夜高速
12. サヨナラBABY

### DVD DISC2(2013.4.21at日比谷野音)
1. なれのはて
2. 煮込んでロック
3. SO LIFE
4. 恋をしましょう
5. 人生GOES ON
6. 切符
7. 永遠の田舎者
8. ビューティフルドリーマー
9. トラッシュ
10. 元少年の歌
11. 吐きたくなるほど愛されたい
12. ロックンロール
13. 246
14. また明日
15. エンドロール
16. 東京タワー
17. 脳内百景
18. チェスト
19. NUDE CORE ROCK'N'ROLL
20. YES,FUTURE
21. 天使
22. はぐれ者讃歌
23. 真冬の盆踊り
24. 深夜高速
25. サヨナラBABY